# Convocazioni per il campionato europeo maschile di calcio 1972
Elenco dei giocatori convocati da ciascuna Nazionale partecipante agli Europei di calcio 1972.

## Belgio[1]
Allenatore:  Raymond Goethals
| N. | Pos. | Giocatore         | Data nascita (età) | Pres. | Squadra        |
| -- | ---- | ----------------- | ------------------ | ----- | -------------- |
| 1  | P    | Christian Piot    | 6 ottobre 1947     |       | Standard Liegi |
| 2  | D    | Georges Heylens   | 8 agosto 1941      |       | Anderlecht     |
| 3  | D    | Léon Dolmans      | 6 aprile 1945      |       | Standard Liegi |
| 4  | D    | Jean Thissen      | 21 aprile 1946     |       | Standard Liegi |
| 5  | C    | Erwin Vandendaele | 5 marzo 1945       |       | Club Bruges    |
| 6  | A    | Jean Dockx        | 24 maggio 1941     |       | Anderlecht     |
| 7  | C    | Léon Semmeling    | 4 gennaio 1940     |       | Standard Liegi |
| 8  | D    | Maurice Martens   | 5 giugno 1947      |       | RWD Molenbeek  |
| 9  | A    | Raoul Lambert     | 20 ottobre 1944    |       | Club Bruges    |
| 10 | A    | Paul Van Himst    | 2 ottobre 1943     |       | Anderlecht     |
| 11 | C    | Jan Verheyen      | 9 luglio 1944      |       | Anderlecht     |
| 12 | P    | Luc Sanders       | 6 ottobre 1945     |       | Club Bruges    |
| 13 | D    | Gilbert Van Binst | 5 luglio 1951      |       | Anderlecht     |
| 14 | A    | Odilon Polleunis  | 1º maggio 1943     |       | Sint-Truiden   |
| 15 | A    | Jacques Teugels   | 3 agosto 1946      |       | RWD Molenbeek  |
| 16 | C    | John Thio         | 2 settembre 1944   |       | Club Bruges    |
| 21 | A    | Frans Janssens    | 25 settembre 1945  |       | Lierse         |

Numeri non convocato:(N°17), (N°18),(N°19), (N°20),(N°22) e il (N°23).

## Ungheria[2]
Allenatore:  Rudolf Illovszky
| N. | Pos. | Giocatore       | Data nascita (età) | Pres. | Squadra     |
| -- | ---- | --------------- | ------------------ | ----- | ----------- |
| 1  | P    | István Géczi    | 13 giugno 1944     | 13    | Ferencváros |
| 2  | D    | Tibor Fábián    | 26 luglio 1946     | 9     | Vasas       |
| 3  | D    | Miklós Páncsics | 4 febbraio 1944    | 28    | Ferencváros |
| 4  | D    | Péter Juhász    | 3 agosto 1948      | 15    | Újpest      |
| 5  | A    | Lajos Szűcs     | 10 dicembre 1943   | 28    | Honvéd      |
| 6  | D    | László Bálint   | 1º febbraio 1948   | 6     | Ferencváros |
| 7  | C    | István Szőke    | 13 febbraio 1947   | 8     | Ferencváros |
| 8  | C    | Lajos Kocsis    | 17 giugno 1947     | 17    | Honvéd      |
| 9  | A    | Ferenc Bene     | 17 dicembre 1944   | 60    | Újpest      |
| 10 | C    | Lajos Kű        | 5 luglio 1948      | 3     | Ferencváros |
| 11 | A    | Sándor Zámbó    | 10 ottobre 1944    | 24    | Újpest      |
| 12 | C    | István Juhász   | 17 luglio 1945     | 13    | Ferencváros |
| 15 | A    | Antal Dunai     | 21 marzo 1943      | 22    | Újpest      |
| 16 | C    | József Kovács   | 3 aprile 1949      | 3     | Videoton    |
| 20 | C    | Mihály Kozma    | 1º novembre 1949   | 5     | Honvéd      |
| 22 | P    | Imre Rapp       | 15 settembre 1937  | 0     | Pécs        |
| 14 | C    | Flórián Albert  | 15 settembre 1941  | 72    | Ferencváros |

## URSS[3]
Allenatore:  Aleksandr Ponomarëv
| N. | Pos. | Giocatore           | Data nascita (età) | Pres. | Squadra        |
| -- | ---- | ------------------- | ------------------ | ----- | -------------- |
| 1  | P    | Evgeni Rudakov      | 2 gennaio 1942     | 23    | Dinamo Kiev    |
| 2  | D    | Revaz Dzodzuashvili | 10 aprile 1945     | 28    | Dinamo Tbilisi |
| 3  | C    | Murtaz Khurtsilava  | 5 gennaio 1943     | 52    | Dinamo Tbilisi |
| 4  | D    | Nikolay Abramov     | 5 gennaio 1950     | 2     | Spartak Mosca  |
| 5  | D    | Viktor Matvienko    | 26 ottobre 1948    | 6     | Dinamo Kiev    |
| 6  | C    | Viktor Kolotov      | 3 luglio 1949      | 14    | Dinamo Kiev    |
| 7  | D    | Vladimir Troshkin   | 28 settembre 1947  | 5     | Dinamo Kiev    |
| 8  | C    | Anatoly Baidachny   | 1º ottobre 1952    | 3     | Dinamo Mosca   |
| 9  | A    | Anatoli Banishevsky | 23 dicembre 1946   | 48    | Neftçi Baku    |
| 10 | C    | Vladimir Muntian    | 14 settembre 1946  | 29    | Dinamo Kiev    |
| 11 | C    | Oleg Dolmatov       | 29 novembre 1948   | 6     | Dinamo Mosca   |
| 12 | D    | Volodymyr Kaplyčnyj | 26 maggio 1944     | 38    | CSKA Mosca     |
| 13 | D    | Jurij Istomin       | 3 luglio 1944      | 26    | CSKA Mosca     |
| 14 | C    | Anatoly Konkov      | 19 settembre 1949  | 8     | Šachtar        |
| 15 | A    | Eduard Kozinkevich  | 23 maggio 1949     | 5     | Karpaty        |
| 16 | A    | Givi Nodia          | 2 gennaio 1948     | 18    | Dinamo Tbilisi |
| 18 | A    | Volodymyr Onyščenko | 28 ottobre 1949    | 1     | Zorja          |
| 19 | P    | Vladimir Pil'guj    | 26 gennaio 1948    | 1     | Dinamo Mosca   |

## Germania Ovest[4]
Allenatore:  Helmut Schön
| N. | Pos. | Giocatore                | Data nascita (età) | Pres. | Squadra               |
| -- | ---- | ------------------------ | ------------------ | ----- | --------------------- |
| 1  | P    | Sepp Maier               | 28 febbraio 1944   |       | Bayern Monaco         |
| 2  | D    | Horst-Dieter Höttges     | 10 settembre 1943  |       | Werder Brema          |
| 3  | D    | Paul Breitner            | 5 settembre 1951   |       | Bayern Monaco         |
| 4  | D    | Hans-Georg Schwarzenbeck | 3 aprile 1948      |       | Bayern Monaco         |
| 5  | D    | Franz Beckenbauer        | 11 settembre 1945  |       | Bayern Monaco         |
| 6  | A    | Herbert Wimmer           | 9 novembre 1944    |       | Borussia M'gladbach   |
| 7  | A    | Jürgen Grabowski         | 7 luglio 1944      |       | Eintracht Francoforte |
| 8  | C    | Uli Hoeneß               | 5 gennaio 1952     |       | Bayern Monaco         |
| 9  | A    | Jupp Heynckes            | 9 maggio 1945      |       | Borussia M'gladbach   |
| 10 | C    | Günter Netzer            | 14 settembre 1944  |       | Borussia M'gladbach   |
| 11 | A    | Erwin Kremers            | 23 marzo 1949      |       | Schalke 04            |
| 13 | A    | Gerd Müller              | 3 novembre 1945    |       | Bayern Monaco         |
| 14 | D    | Berti Vogts              | 30 dicembre 1946   |       | Borussia M'gladbach   |
| 15 | C    | Rainer Bonhof            | 29 marzo 1952      |       | Borussia M'gladbach   |
| 16 | D    | Michael Bella            | 29 settembre 1945  |       | Duisburg              |
| 17 | A    | Johannes Löhr            | 5 luglio 1942      |       | Colonia               |
| 18 | C    | Horst Köppel             | 17 maggio 1948     |       | Borussia M'gladbach   |
| 22 | P    | Wolfgang Kleff           | 16 novembre 1946   |       | Borussia M'gladbach   |